# Claudio Batta
Claudio Batta, pseudonimo di Claudio Battagello (Milano, 10 agosto 1968), è un comico italiano.
Nato a Milano da genitori livornesi, si è mostrato al grande pubblico con il personaggio Capocenere, "l'enigmista" di Zelig Circus.

## Biografia
Comincia ad esibirsi da giovanissimo come artista di strada, partecipa a numerosi spot pubblicitari, nel 1989 prende parte alla prima produzione televisiva "giorni d'estate" striscia quotidiana in onda su Italia 1.
Attore in teatro, con la compagnia Tempi moderni porta in scena un repertorio che va da Agata Christie ad Anton Cechov, da Michael Frayn a Georges Feydeau.
Tra il 1992 ed il 1997 un pubblico numeroso lo segue alla radio, dove si delineano molti dei suoi personaggi di cabaret, all’interno dei fortunati programmi di RTL 102.5 e di Radio 105.
Pratica cabaret per diversi anni portando in tournée gli spettacoli Lo stress mi stressa e Chi è fuori è fuori chi è sotto è sotto scritto con Dado Tedeschi e Romano Singlitico.
Partecipa alle prime sei edizioni di Zelig (2000-2006)
Recita nella sit-com Belli dentro con il personaggio capo-cella Ciccio, trasmessa su Canale 5.
Partecipa ad alcuni film, fra i quali  Animali Felici, Tutti all'attacco ,Crociera Vianello.
Ha scritto due libri: La nimmistica (Kowalski Editore, 2003) e Uttobene uttobene. Le crociate di una body guard in tournée (Kowalski Editore, 2004). Tra le sue varie collaborazioni editoriali ha scritto dei brevi racconti umoristici sulle agende di Smemoranda e Comix. Nel 2005 è testimonial dell'Associazione Italiana Editori per il progetto europeo di promozione alla lettura. Nel 2006 è interprete dello spettacolo “Adesso Batta” di Alessandro Benvenuti.
Dal 2010 è in tournée con lo spettacolo “Agrodolce” scritto con Marco Tagaste e Riccardo Piferi, il quale firma anche la regia.
Nel 2014/15 sarà in tournée con il nuovo spettacolo di Teatro comico "Da quando ho famiglia sono single".
Nel 2005 è stato testimonial dell'Associazione Italiana Editori per il progetto europeo di promozione alla lettura. Nel 2007 è stato componente della Giuria finale sezione inediti Teatro del Premio "Città di Trieste", Alabarda d'oro.
Nel 2012 è tra gli ospiti dello speciale "cento puntate" di Zelig dal Teatro degli Arcimboldi di Milano e partecipa ad altre tre puntate della stagione.
Sempre nel 2012 Claudio Batta partecipa alla nascita di Comici Associati Archiviato il 20 febbraio 2020 in Internet Archive., progetto di promozione comici autogestiti. 
Il medesimo gruppo di lavoro nel 2014 partecipa della stagione teatrale "Legami" al Piccolo Teatro di Milano, Claudio Batta porta in scena nella "sala Melato" del Piccolo,  il suo monologo "Agrodolce".
Sempre del 2014 è invece il progetto "La Cresta dell'onda", una web series comica nata dall'idea di un gruppo di studenti della Scuola Civica di Cinema di Milano. Batta ne è produttore e protagonista.
Dal 2017 al 2019 Claudio Batta è stato direttore artistico del Teatro gestito dalla Fondazione Sacra Famiglia a Cesano Boscone in provincia di Milano.
Dal 2023 è testimonial ufficiale dell'associazione City Angels.

## Spettacoli teatrali
Cabaret
- Lo stress mi stressa

1999
- Chi è fuori è fuori chi è sotto è sotto

2000
Spettacoli Teatrali
- Adesso Batta! Regia di Alessandro Benvenuti

2005
- Agrodolce di Riccardo Piferi e Marco Tagaste. Regia di Riccardo Piferi

2010
- Luci su Lucio (letture musicate su Lucio Dalla) scritto da Claudio Batta con Icio Caravita (voce e chitarra) Massimo Germini (chitarra) Claudio Batta (voce narrante) 2013
- Da quando ho famiglia sono single di Claudio Batta e Riccardo Piferi

2015
- Il neurone innamorato di R.Piferi e D.Parassole con Claudio Batta, Diego Parassole, Leonardo Manera, Stefania Pepe e Roberta Petrozzi. Regia di Marco Rampoldi 2015
- Il Rompiballe di F. Webber - Regia M. Rampoldi con Claudio Batta, Max Pisu, Stefania Pepe, Roberta Petrozzi, Giorgio Verduci. 2015
- “In Groenlandia siamo piaciuti” con C.Batta, M.Pisu G. Verduci - Regia R. Piferi

2016
- Andiamo da Dio  di C.Batta-M.Antonelli-G.Verduci-P.Ornati - con C.Batta, M.Antonelli, G.Verduci - Regia di Giovanni Calò

2019
- Solo (vent'anni di palco di Claudio Batta) Regia di C.Batta - testi C.Batta e R.Piferi

2022
- Relazioni quasi Pericolose Con C.Batta,G.Verduci,M.Antonelli - Regia di Paola Ornati - testi di C.Batta,G.Verduci,M.Antonelli

2023

## Libri
- La nimmistica (Kowalski, 2003)
- uttobbene uttobbene (Kowalski, 2004)

## Filmografia
- Tutti all'attacco, regia di Lorenzo Vignolo (2005)
- Belli dentro, sit-com, regia di Chiara Toschi, 2005 - ruolo: Ciccio, calabrese, truffatore e falsario.
- Belli dentro, sit-com, regia di Maurizio Simonetti, 2006 - ruolo: Ciccio, calabrese, truffatore e falsario.
- Belli dentro, sit-com, regia di Rinaldo Gasperi, 2007 - ruolo: Ciccio, calabrese, truffatore e falsario.
- Crociera Vianello, regia di Maurizio Simonetti (2008)